# Discografia lui Scott Storch
Discografia lui Scott Storch.

## Solo

### Single-uri
| Anul | Cântecul                     | U.S. Hot 100 | U.S. R&B | U.S. Rap | UK singles | Album     |
| ---- | ---------------------------- | ------------ | -------- | -------- | ---------- | --------- |
| 2007 | "Built Like That" (feat NOX) | -            | -        | -        | -          | Piano Man |

## Producție proprie
O lista cronologică a tutror cântecelor produse de Scott Storch.

### 1993
- The Roots - Organix

07. „Grits” (Produsă împreună cu ?uestlove & The Roots)
09. „I'm Out Death” (Produsă împreună cu ?uestlove & The Roots)
17. „Carryin' hon” (Produsă împreună cu ?uestlove & The Roots)

### 1994
- The Roots - Do You Want More?!!!??!

02. „Proceed” (Produsă împreună cu ?uestlove & The Roots)
04. „Mellow My Man” (Produsă împreună cu ?uestlove & The Roots)
11. „Essaywhuman”?!!!??! (Produsă împreună cu ?uestlove & The Roots)

### 1996
- The Roots - Illadelph Halflife

18. „One Shine” (Produsă împreună cu The Grand Negaz)

### 1999
- The Roots - Things Fall Apart

08. „Ain't Sayin' Nothin' New” (Produsă împreună cu The Grand Negaz)
13. „Adrenaline!” (Produsă împreună cu The Grand Negaz)
15. „You Got Me” (feat Erykah Badu & Eve) (Produsă împreună cu The Grand Negaz)
- Rahzel - Make The Music 2000

05. „Carbon Copy” (I Can't Stop)
- The Roots - The Best Man: Music From The Motion

01. „What You Want” (Produsă împreună cu The Grand Negaz)
- Jazzyfatnastees - The Once And Future

01. „The Wound”
02. „How Sad”
03. „Breakthrough”
04. „Unconventional Ways”
05. „Hear Me”
07. „Related To Me”
09. „Why”
10. „Let It Go”
- Dr Dre - 2001

04. „Still D.R.E.” (Produsă împreună cu Dr. Dre & Mel-Man)

### 2000
- Dice Raw - Reclaiming The Dead

10. „If U Want It”
11. „Forget What They Say”
- Busta Rhymes - Anarchy

05. „Bladow!!”
- Snoop Dogg - Tha Last Meal

13. „Brake Fluid” (Biiitch Pump Yo Brakes) (feat Kokane
14. „Ready 2 Ryde” (feat Eve)
19. „Y'all Gone Miss Me” (feat Kokane
- Xzibit - Restless

05. „X” (feat Snoop Dogg)" (Produsă împreună cu Dr. Dre and Mel-Man

### 2001
- Lina - Stranger On Earth

00. „Playa No Mo'” (Scott Storch Remix)
- City High - City High

07. „Caramel”
- Eve - Scorpion

04 „Let Me Blow Ya Mind” feat Gwen Stefani) (Produsă împreună cu Dr. Dre)
- Mobb Deep - Infamy

10. „Live Foul”
13. „I Won't Fall”
16. „There I Go Again”
- Method Man and Redman - How High Soundtrack

07. „Let's Do It”
- Jaguar Wright - Denials Delusions & Decisions

01. „The What If's”
06. „Ain't Nobody Playin'”
- Mystikal - Tarantula

02. „Tarantula”
09. „Alright”

### 2002
- Rock - Walk Like A G

00. „Walk Like A G” (feat Nate Dogg)
- Jazzyfatnastees - The Tortoise & The Hare

06. „Compelled” (Produsă împreună cu Richard Nichols and Tracey Moore)
07. „Tumbling” (Produsă împreună cu Mercedes Martinez and Richard Nichols)
- Mos Def - Brown Sugar (OST)

01. „Brown Sugar” (Extra Sweet Remix feat Faith Evans)
- Justin Timberlake - Justified

10. „(And She Said) Take Me Now” (feat Janet Jackson) (Produsă împreună cu Timbaland)
- Pink - Missundestood

07. „Family Portrait”
- Boys II Men - Full Circle"

08. „Roll With Me”
- Slum Village - Trinity (Past, Present and Future)

20. „Get Live”
- The Roots - Phrenology

12. „Pussy Galore”
- Christina Aguilera - Stripped

02. „Can't Hold Us Down” (feat Lil'Kim)
03. „Walk Away”
04. „Fighter”
05. „Primer Amor (Interlude)”
06. „Infatuation”
08. „Loving Me For Me”
10. „Underappreciated”
20. „Keep On Singing My Song”
- Onyx - Bacdafucup Part II

12. „Wet The Club”
- WC - Ghetto Heisman

03. „The Streets” (feat Nate Dogg and Snoop Dogg)

### 2003
- Dina Rae - "The Dina Rae Show"

12. „Can't Even See It”
- Angie Martinez - A New Day

02. „A New Day”
- Lil' Kim - La Bella Mafia

10. „(When Kim Say) Can You Hear Me Now” (feat Missy Elliott)
11. „Thug Luv” (feat Twista)
- Britney Spears - In The Zone

00. „Me Against The Music” (Scott Storch Remix feat Madonna)
- Ginuwine - The Senior

9.  „Locked Down”
11. „Sex” (feat Solé)
12. „Bedda Man”
- Sticky Fingaz - Decade "...but wait it gets worse"

4. „Can't Call It”
5. „Hot Now”
12. „Do Da Dam Thing” (feat E.S.T. and X1)
- K Young - K Young

3. „U R So Bad” (feat Crooked I)
- Beyoncé - Dangerously in Love

01. „Naughty Girl” fiind o preluare după cântecul lui Donna Summers - „Love To Love You Baby”.
02. „Baby Boy” (feat Sean Paul)"
05. „Me, Myself and I”
- Sarai - The Original

02. „I Know”
09. „You Could Never”
10. „L.I.F.E.”
13. „Black & White”
- Nelly - Da Derrty Versions: The Reinvention

13. „Work It” (Scott Storch Remix feat Justin Timberlake)
- Ja Rule - Blood In My Eye

03. „Clap Back” (Produsă împreună cu Irv Gotti)
- Loon - Loon

17. „U Don't Know”
- G-Unit - Beg For Mercy

02. „Poppin' Them Thangs” (Produsă împreună cu Dr. Dre)
- Memphis Bleek - M.A.D.E.

05. „We Ballin” (feat Young Chris & Proof)"
11. „Murda Murda” (feat Jay-Z & Beanie Sigel)"
- Vivian Green - A Love Story

00. „Fanatic” (Scott Storch Remix)
- Nate Dogg - Nate Dogg (album) nelansat

06. „Hide It” (feat Armed Robbery)

### 2004
- Young Gunz - Tough Luv

06. „Never Take Me Alive” (feat Jay-Z)
- Janet Jackson - Damita Jo

09. „Island Life” (Produsă împreună cu Janet Jackson and Jimmy Jam and Terry Lewis)
- Jadakiss - Kiss Of Death

05. „Time's Up” (feat Nate Dogg)
07. „U Make Me Wanna” (feat Mariah Carey)
- Terror Squad - True Story

04. „Lean Back”
- The Roots - The Tipping Point

03. „Don't Say Nuthin' ”(Produsă împreună cu ?uestlove)
09. "Duck Down!"
- The Roots - Okayplayer - True Notes Vol. 1

10. „Y'all Know Who” (Produsă împreună cu The Roots)
- Fabolous - Real Talk

15. „Round & Round”
17. „Ghetto” (feat Thara)
- Destiny's Child - Destiny Fulfilled

15. „2 Step” (International Bonus Track)
- Mario - Turning Point

02. „Let Me Love You”
07. „Call the Cops”
13. „Let Me Love You” (Remix feat T.I. și Jadakiss)
- Trick Daddy - Thug Matrimony: Married to the Streets

14. „I Cry” (feat Ron Isley)
- 2Pac - Loyal to the Game

14. „Po Nigga Blues”
- Raven Symone - This Is My Time

02. „Backflip”

### 2005
- Ruff Ryders - The Redemption Vol. 4

10. „Get Wild” (feat DMX, Jadakiss, Kartoon & Flashy)"
- The Notorious B.I.G. - Duets: The Final Chapter

16. „Ultimate Rush” (feat Missy Elliott)
- Do or Die - D.O.D.

05. „U Already Know” (feat Remy Ma)
- Destiny's Child - Destiny Fulfilled

15. „Cater 2 U” (Storch Remix Edit)
- The Game - The Documentary

02. „Westside Story” (feat 50 Cent" (Produsă împreună cu Dr. Dre)
10. „Start From Scratch” (Produsă împreună cu Dr. Dre)
- Knoc-Turn'Al - The Way I Am

04. „The Way I Am” (feat Snoop Dogg
- T.I. - Urban Legend

10. „Get Ya Shit Together” (feat Lil'Kim)
15. „Chillin' With My Bitch” (feat Jazze Pha)
- Benzino - Arch Nemesis

04. „Bottles And Up (Thug Da Club)”
- 50 Cent - The Massacre

07. „Candy Shop” (feat Olivia)
14. „Just A Lil Bit”
18. „Build You Up” (feat Jamie Foxx)
- Corey Clark - Corey Clark

03. „Out Of Control”
- Vivian Green - Vivian

01. „I Wish We Could Go Back”
02. „Mad”
- Fat Joe - All Or Nothing

08. „Get It Poppin' ” (feat Nelly)
- R. Kelly - TP-3: Reloaded

01. „Playa's Only” (feat The Game)
- Missy Elliott - The Cookbook

05. „Meltdown”
- Heather Hunter - Double H: The Unexpected

05. „Don't Stop” (feat E.S.T.)
- Jason Mraz - Mr. A-Z

03. „Geek In The Pink”
- Trey Songz - I Gotta Make It

06. „All The Ifs”
- Shaggy - Clothes Drop

14. „Don't Ask Her That” (feat Nicole Scherzinger)
- Toni Braxton - Libra

01. „Please”
- Mariah Carey - The Emancipation Of Mimi

01. I„t's like That” (Scott Storch Remix feat Fat Joe)
- Lil' Kim - The Naked Truth

03. „Lighters Up”
- Ricky Martin - Life

02. „I Don't Care” (feat Amerie & Fat Joe)
09 „This Is Good” (Produsă împreună cu The Matrix)
- Twista - The Day After

04. „Get It How You Live”
- 2XL - The Development

20. „31 Flavas”
- Chris Brown - Chris Brown

02. „Run It!” (feat Juelz Santana)
05. „Gimme That” (feat Lil' Wayne)
- Chamillionaire - The Sound Of Revenge

03. „Turn It Up” (feat Lil' Flip)"
- Jessica Simpson -  The Dukes of Hazzard (OST)

12. „These Boots Are Made For Walking” (Scott Storch Remix)

### 2006
- Remy Ma - There's Something about Remy: Based on a True Story

07. „Conceited (There's Something About Remy)”
- Jaheim - Ghetto Classics

04. „Forgetful”
- Juvenile -Reality Check

04. „Sets Go Up” (feat Wacko)
19. „Say It To Me Now” (feat Kango of Partners-N-Crime)
- Lil Flip - I Need Mine

Disc Two
07. „Tell Me” (feat Collie Buddz)
- LL Cool J - Todd Smith

09. „Ooh Wee” (feat Ginuwine)
- Yo Gotti - Back 2 Da Basics

09. „That's What They Made It Foe' (feat Pooh Bear)”
- Ice Cube - Laugh Now, Cry Later

02. „Why We Thugs”
17. „Steal The Show”
- MC Hammer - Look Look Look

04. „HammerTime (feat Nox)”
06. „Look Look Look”
- Jurassic 5 - Feedback

03. „Brown Girl (feat Brick and Lace)”
- LeToya - LeToya

12. „I'm Good (feat Ebony Eyez”
- DMX - Year of the Dog...Again

09. „Give 'Em What They Want”
15. „Lord Give Me A Sign”
- Paris Hilton - Paris

01. „Turn It Up”
02. „Fighting Over Me” (feat Fat Joe și Jadakiss)
05. „Jealousy”
06. „Heartbeat”
08. „Screwed”
10. „Turn You On”
11. „Do You Think I'm Sexy”
- Danity Kane - Danity Kane

15. „Sleep On It”
- Kelis - Kelis Was Here

08. "Trilogy"
- Beenie Man - Undisputed

05. „Dutty Wine Gal” (feat Brooke Hogan)
06. „Jamaican Ting”
- Method Man - 4:21...The Day After

02. „Is It Me”
- Jessica Simpson - A Public Affair

12. „Fired Up”
- Daz Dillinger - So So Gangsta

07. „Money on My Mind” (feat Kurupt)
- Ludacris - Release Therapy

15. „We Ain't Worried 'Bout U” (iTunes Bonus Track)
- Mario Vazquez - Mario Vazquez"

03. „Cohiba” (feat Fat Joe & Nox)
- JoJo - The High Road

01. "This Time"
- Ruben Studdard - The Return

07. "What Tha Business"
- Brooke Hogan - Undiscovered

01. "About Us (feat Paul Wall)"
02. "Heaven Baby  (feat Beenie Man)"
03. "Next Time"
04. "For a Moment"
05. "My Space"
06. "All About Me"
07. "My Number (feat Stacks)"
09. "One Sided"
10. "Letting Go"
11. "Dance Alone (feat Nox)"
12. "Beautiful Transformation"
- Birdman & Lil Wayne - Like Father, Like Son

06. "You Ain't Know"
- Fat Joe - Me, Myself & I

07. "Make It Rain" feat Lil' Wayne
09. "Think About It"
- The Game - Doctor's Advocate

06. "Let's Ride"
07. "Too Much" (feat Nate Dogg)
- Lil Scrappy - Bred 2 Die Born 2 Live

21. "Shake It"
- Tyrese aka Black Ty - Alter Ego

04. "Get It In (feat Method Man)"
- Nas - Hip Hop Is Dead

03. "Carry on Tradition"
13. "Play on Playa" (feat Snoop Dogg)
- Styles P - Time Is Money (Styles P. album)

04. "Real Shit (feat Gerald Levert)"

### 2007
- 2XL - Neighborhood Rapstar

08. „Magic City” featuring Candy Hill
- Benzino - The Antidote

15. „Zexxy”
- Bishop Lamont - Pope Mobile

09. „All I Dream About” (ft. Pooh Bear)
10. „Sumthin'”
13. „Music Shit”
14. „Sometimez” (ft. Mike Ant & Chevy Jones)
- Chris Brown - Exclusive

15. „Nice” (ft. The Game)
- DJ Cynik - Anything But

02. „Get In Get Out”
- Jill Scott - The Real Thing: Words and Sounds Vol. 3

06. „Epiphany”
- Kelly Rowland - Ms. Kelly

02. „Comeback”
04. „Work (Put It in)”
- Keyshia Cole - Just Like You

04. „Give Me More"
- Mýa - Liberation

04. „Still A Woman”
06. „Lock U Down” (ft. Lil' Wayne)
00. „I Got That” (ft. The Game)
- Trey Songz - Trey Day

00. „Make U A Star”
- Stat Quo - Statlanta

08. „Finger to the Sky”
- Click Clack Gang

00. „Wow”
- The Mossie

03. „Hustlinaire” (Feat. Jay-Tee)
- Luc Duc - Amerikkkan Addiction

03. „PG-21”
- Papoose

00. „Fitted Hat Low”
17. „Bang It Out” (ft. Snoop Dogg)
Daddy Yankee - El Cartel III : The Big Boss
05. „Impacto”
07. „A Lo Clasico”
13. „Que Paso!”
21. „Impacto (Remix)” (ft Fergie

### 2008
- Bishop Lamont

„Do It”
„The Truth” (ft. Stacee Adams)
„Up & Down” (ft. Chevy Jones)
- The Pussycat Dolls - Doll Domination

„If I Were a Man”
- Clipse

„Fast Life”
- Fat Joe - The Elephant in the Room and unreleased

10. „Preacher On a Sunday Morning” (ft. Pooh Bear)
0. „Put U Take It” (ft. NOX, Raul & Timati)
- Mariah Carey - E=MC² (Mariah Carey album)

12. „Side Effects” (Ft. Young Jeezy)
- Raheem DeVaughn - Love Behind the Melody

3.  „Love Drug”
- Charli Baltimore - Charli Baltimore

„Loose It”
„P. S.”
- Bun B - II Trill

„I Luv That”
- Lil Mama - VYP: Voice of the Young People

18. „Pick it Up”
- Bishop Lamont - The Confessional

09. „Right”
- Mike Jones - Voice of the Streets

00. „Like Mike”
- Ali Vegas

„That's Nothing”
- Fats

„Stop Hatin” (ft. Hawk)
- Teairra Mari TBA

- KeAnthony - A Hustlaz Story

01.„Down Girl”
- Gucci Mane - Wilt Chamberland: Mixtape

„Miami”
- The Game - L.A.X.

„Let Us Live” (feat. Chrisette Michele)
- 50 Cent - Before I Self Destruct

03.„Get Up”
- Ludacris - Theater of the Mind

10. „Contagious” (feat. Jamie Foxx)

### 2009
- Ciara - Fantasy Ride

„TBA”
- Melanie Brown - Reimagined

„MEL-ody”
„Sex”
„B*stard Is A Too Good A Word For You”
- Mario - And Then There Was Me

„Step Out”
„Apple Bottoms”
- The Game

„Enemy” (ft. Wyclef Jean & Damian Marley)
- Reek Da Villian

„Time To Change” (ft. N.O.R.E.)

## Alte contribuții

### 1994
- Spearhead - Home

01. "People In Tha Middle" (claviatură)
05. "Of Course You Can" (tobe și percuție)
10. "Crime To Be Broke In America" (tobe)

### 1999
- Dr. Dre - 2001

02. "The Watcher" (claviatură)
03. "Fuck You (feat Devin the Dude)" (claviatură)
04. "Still D.R.E. (feat Snoop Dogg)" (claviatură)
05. "Big Ego's (feat Hittman)" (claviatură)
12. "Let's Get High (feat Hittman, Kurupt,& Ms. Roq)" (claviatură)
13. "Bitch Niggaz (feat Snoop Dogg, Hittman,& Six-Two)" (claviatură)
15. "Murder Ink (feat Hittman & Ms. Roq)" (claviatură)

### 2000
- Xzibit - Restless

04. "U Know" (claviatură)
- Bilal - 1st Born Second

03. "Fast Lane (feat Jadakiss)" (claviatură)

### 2001
- D12 - Devil's Night

06. "Ain't Nothing But Music" (claviatură)
11. "Fight Music" (claviatură)
18. "Revelation" (claviatură)
- Eve - Scorpion

10. "That's What It Is" (claviatură)
- Busta Rhymes - Genesis

08. "Truck Volume" (claviatură)
10. "Break Ya Neck" (claviatură)
- Mack 10  - Bang or Ball

02. "Hate In Yo Eyes" (claviatură)
- Nelly Furtado  - Whoa, Nelly!

02. "Turn off the Light (Timbaland Remix feat Ms. Jade)" (claviatură)
- Bubba Sparxxx  - Dark Days, Bright Nights

04. "Bubba Talk" (claviatură)
05. "Lovely" (claviatură)
08. "Get Right" (claviatură)
15. "Bubba Sparxxx" (clavinet)

### 2002
- Justin Timberlake - Justified

05. "Cry Me A River" (claviatură)
- Ms. Jade - Girl, Interrupted

03. "She's A Gangsta" (claviatură)
13. "Feel The Girl" (claviatură)

### 2003
- Kiley Dean - Simple Girl

03. "Make Me A Song" (claviatură)
- G-Unit - Beg For Mercy

15. "G'D Up" (claviatură)
- 50 Cent - The New Breed

03. "In Da Hood (feat Brooklyn)" (pian)

### 2006
- Frank Lee White - Unreleased

00. "Ride Out"
- Jae Millz - Back to the Future

00. My Swag
- Styles P - Ghost In The Machine

00. "One Cup, Two Cup"
00. "Day You Die (feat Sheek Louch)"
- Urban Mystic - Ghetto Revelations II

00. "You Can Handle This (feat Pitbull)"
05. "Bounce With Me (feat Stacks)"
06. "I Refuse"
07. "Your Portrait"
- Zeebra - The New Beginning

11. "The Motto" (feat OJ Flow and UZI)
- Chamillionaire - The Sound of Revenge

00. "Turn It Up"
- Chingy

00. "What's It Like"
- Chris Brown - Chris Brown

00. "Run It!"
00. "Gimme That"
- Christina Aguilera - Stripped

00. "Can't Hold Us Down"
00. "Fighter"
- N.O.R.E. - 1 Fan a Day (Unreleased)

13. "Do Somethin'"*
- Hawk - Unknown Album

00. "Wild Out*
00. "Relax" (Ft Ne-Yo)*
00. "Hoes Ain't Shit" (Ft Lil' Jon)*
00. "Lets Go"
00. "Heavy Weights"
- Nox  - Unknown Album

00. "This What It Sound Like (Ft Redman)*
00. "In Da Streetz (Ft Proof)*
(& Others)
- Nomb - Unknown Album

00. "Get Loose"
- Paris Hilton - Paris

00. "Fightin' Over Me"
00. "Jealousy"
00. "Heartbeat"
00. "Turn You On"
00. "Turn It Up"
- Silena Murrell - From Da Street To Da Stage

00. "Bring It Home"
00. "I Like My Man Hard"
00. "Shorty How U Like That"
- Knoc-Turn'Al - Unknown Album

00. "Rock The Party"
- Yung Killa - Unknown Album

00. "Middle Finga"

### 2007
- Julia Kova - Это я/Eto ya

00 Beep Beep featuring Stacks" (keyboard)
- Timati

00 Get Money feat NOX produced by Scott Storch
- FreeMe G

00 Gangsta, gangsta produced by Scott Storch
- Candi Pye - Unknown Album

00. "Get Money" Ft Yung Joc
- LOX

00. „Spend Money featuring Jim Jones”
- Chris DeShield

00. „Beat In The Back”
- Clyde Carson

00. „Doin' Dat featuring Sean Kingston”
(Most Probable That This Was Produced By J. R. Rotem 
Given That It Features Sean Kingston& Sounds a lot 
More Like A J.R Track)
- Merj

00. „I Ain't Mad At Ya” featuring Frank Lee White
- D-Black

00. „She Want” featuring Fat Joe and Joell Ortiz